# Mobula munkiana
Mobula munkiana is een vissensoort uit de familie van de duivelsroggen (Mobulidae). De wetenschappelijke naam van de soort is voor het eerst geldig gepubliceerd in 1987 door Notarbartolo-di-Sciara.